# Vietricula
Vietricula is een geslacht van weekdieren uit de klasse van de Gastropoda (slakken).

## Soorten
- Vietricula alba (Dang & Ho, 2006)
- Vietricula flexuosa (Dang & Ho, 2006)
- Vietricula laki Dang & Ho, 2010
- Vietricula leae (Dang & Ho, 2006)
- Vietricula minuta (Dang & Ho, 2006)
- Vietricula serepoki Dang & Ho, 2010
- Vietricula sinhoensis (Dang & Ho, 2006)
- Vietricula taybacensis (Dang & Ho, 2006)
- Vietricula undulata (Dang & Ho, 2006)